# Rozruchy żyrardowskie 1899 r.
Rozruchy żyrardowskie w kwietniu i maju 1899 r. – szereg incydentów wywoływanych przez robotników żyrardowskich na tle rozdziału darowizny Karola Dittricha jra wynoszącej 686 334 rb.

## Przyczyny zajść żyrardowskich
W 1899 r. Karol Dittrich jr. sprzedał swoje udziały w Towarzystwie Akcyjnym Zakładów Żyrardowskich, a uzyskaną ze sprzedaży kwotę 686 334 rb postanowił przeznaczyć na cele charytatywne oraz na nagrody dla zasłużonych pracowników żyrardowskiej fabryki lnu. Większość kwoty (500 000 rb) została przeznaczona na utrzymanie w Żyrardowie ochronki, ponadto 100 000 rb przeznaczono na rzecz budowy i utrzymania w Żyrardowie przytułku dla starych i nieuleczalnie chorych robotników. Bezpośrednio dla robotników żyrardowskich Karol Dittrich jr. przeznaczył 34 234 rb w formie 341 książeczek oszczędnościowych z wkładem w wysokości 50 rb (na łączną kwotę 17 050 rb) oraz w formie nagród pieniężnych. Karol Dittrich jr. poinformował o swoim geście prasę, która podała błędnie, że kwota darowizny wynosiła 800 000 rb i była w całości przeznaczona na nagrody dla oficjalistów i robotników fabryki. Częściowo błąd ten został potwierdzony przez majstra Wajca, który poinformował część załogi o przeznaczeniu przez Dittricha bezpośrednio na nagrody pieniężne kwoty 70 000 rb, zamiast 17 050 rb. Te dwa fakty wywołały u części robotników przekonanie, że zarząd Towarzystwa Akcyjnego Zakładów Żyrardowskich przywłaszczył sobie znaczną część darowizny, która miała trafić bezpośrednio do robotników.

## Przebieg zajść
Zarząd fabryki nakazał rozwieszenie we wszystkich oddziałach fabryki obwieszczenia wyszczególniającego konkretne sumy wydzielone z darowizny na poszczególne cele, co miało miejsce 5/17 kwietnia 1899 r., wkrótce po pierwszym masowym wystąpieniu części robotników żyrardowskich domagających się wypłacenia rzekomo przywłaszczonych przez zarząd fabryki pieniędzy. Obwieszczenie zostało odebrane jako próba usankcjonowania rzekomego zaboru pieniędzy i robotnicy nie uwierzyli w prawdziwość jego treści. Przez kolejne dni przed kantorem fabrycznym gromadziły się tłumy robotników w liczbie około 2000 osób, domagających się wypłacenia nagród z darowizny Dittricha. Sytuację komplikował fakt, że zbliżał się dzień 1 Maja, mający zazwyczaj niespokojny przebieg w osadzie fabrycznej. Władze carskie były mocno zaniepokojone rozwojem wypadków w Żyrardowie i zadecydowano o siłowym rozwiązaniu problemu. Podstawowymi narzędziami policji carskiej w uspokojeniu sytuacji w Żyrardowie miał być terror oraz aresztowania najaktywniejszych uczestników zajść.

## Stłumienie rozruchów i represje wobec środowisk robotniczych
Do 2 maja 1899 r. ściągnięto do Żyrardowa dodatkowych 12 strażników ziemskich, 50 kozaków z Łodzi oraz postawiono w stan gotowości kompanię wojska. Ponadto policja zaczęła dokonywać aresztowań wśród najaktywniejszych uczestników protestów. Zatrzymanych odesłano do miejsca stałego zamieszkania. Fala aresztowań pozornie uspokoiła sytuację w osadzie fabrycznej, jednak nie na długo, gdyż już w dniach 26-28 i 31 maja oraz 7-9 i 12 czerwca 1899 r. niepokoje w osadzie fabrycznej nabrały na sile. Po zakończeniu pracy w fabryce robotnicy gromadzili się przed kantorem, domagając się wypłacenia po 2,5 rb z darowizny Dittricha na robotnika. Manifestanci wzywali do przeprowadzania kolejnych demonstracji i uniemożliwiania policji carskiej dokonywania aresztowań robotników. Jeden z protestujących robotników – Konstanty Sobótka (40 lat) – na żądanie rozejścia się wysunięte przez carską policję odmówił odstąpienia od protestu, krzycząc, że przepracowawszy 26 lat w fabryce dorobił się wyłącznie łachmanów. Aktywny udział w proteście brały też zarabiające znacznie gorzej od robotników kobiety: pięćdziesięcioletnia Paulina Kaczorowska, czterdziestoletnia Antonina Gajewska, ponadto Marianna Rostowicka (26 lat), Marianna Majchrzak (41 lat) oraz Bronisława Kruk (35 lat). 27 maja/8 czerwca 1899 r. podczas jednej z demonstracji robotnik Jan Tuszyński zranił nożem majstra Władysława Grańskiego, podobne napady miały miejsce wielokrotnie w osadzie fabrycznej, między innymi następnego dnia Stanisław Czacharowski zaatakował nożem majstra Sztadera z przędzalni lnu. 31 maja/12 czerwca obydwaj zamachowcy wraz z grupą innych robotników liczącą łącznie 16 osób zostali aresztowani przez policję i osadzeni w X Pawilonie Cytadeli Warszawskiej. W następnych dniach dokonano kolejnych aresztowań, aresztantów zaś jako prowodyrów zajść postawiono przed sądem. Wyrok wydano w listopadzie 1899 r. Decyzją Ministerstwa Spraw Wewnętrznych trzech głównych oskarżonych: Jan Kruk, Jan Tuszyński oraz Józef Białkowski zostali skazani na wyroki po 3 lata zesłania każdy, pozostali oskarżeni w procesie o wywołanie i udział w zajściach żyrardowskich zostali skazani na kary odesłania do miejsca stałego zamieszkania, co na ogół wiązało się z usunięciem z Żyrardowa oraz na rok dozoru. Szereg strajków uwieńczonych zajściami majowymi w osadzie fabrycznej w 1899 r. przyczynił się do konsolidacji ruchu robotniczego skupionego wokół PPS oraz do powstania i rozwinięcia działalności żyrardowskiej komórki PPS-u.